# Haderslevs stift

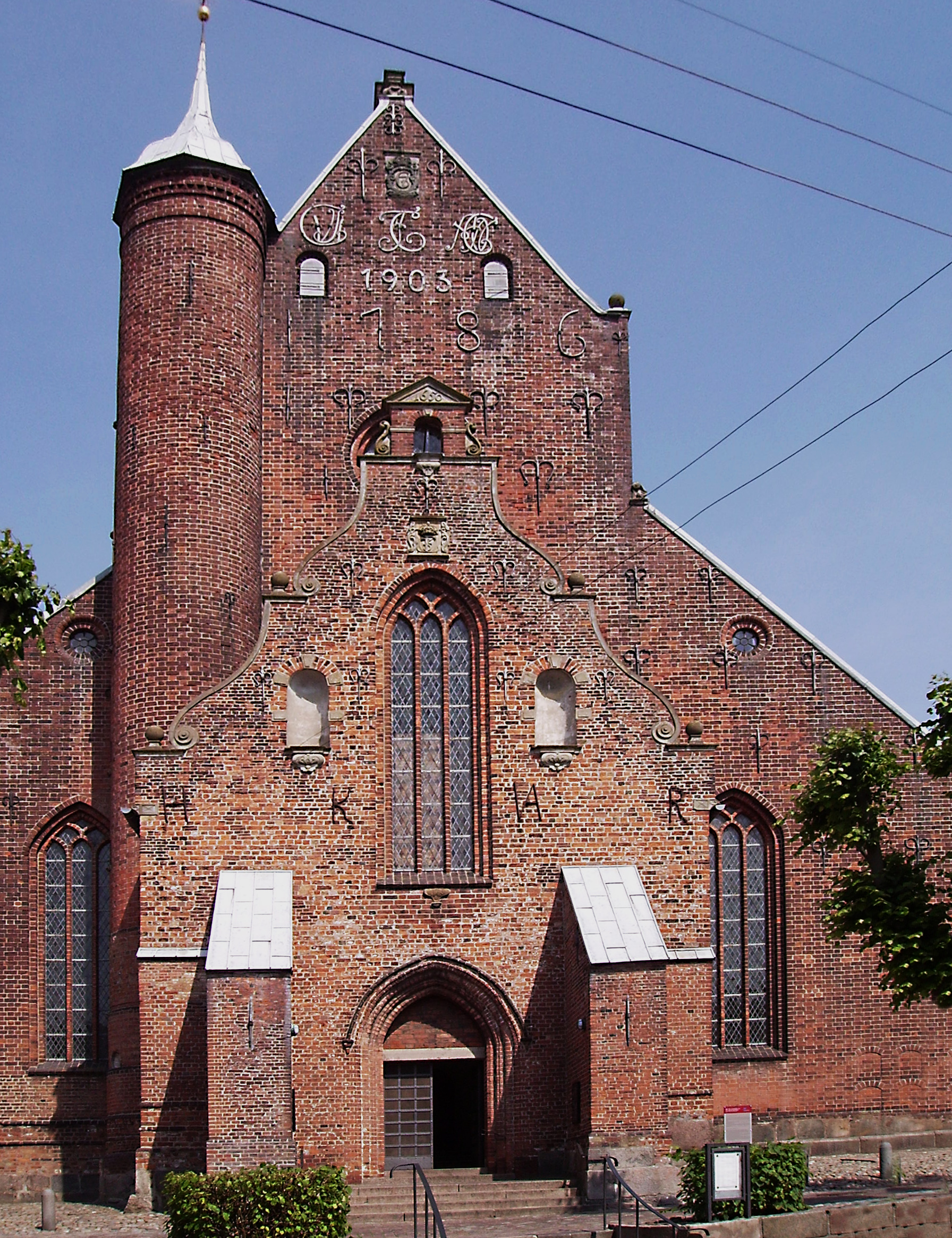
Haderslevs domkyrka.

Haderslevs stift är ett stift i danska folkkyrkan i Danmark som upprättades år 1922. Stiftet ligger på sydöstra Jylland och omfattar bland annat östra Sønderjylland ner till danska gränsen och landet upp längs östkusten upp till staden Vejle med omnejd. Stiftet ligger mellan Århus, Viborgs och Ribe stift.
Biskopssäte blev Haderslev söder om städerna Kolding och Fredericia vid Lilla Bältbron och ligger vid södra Jyllandskusten. När stiftet bildades 1922 blev en medeltida kyrka där domkyrka, Haderslevs domkyrka.
Innan stiftets upprättande hörde bland annat staden Haderslev till biskopen i Ribe.

## Biskopar i Haderslev
- 1923–1936: Ove Waldemar Ammundsen
- 1936–1955: Carl Wulff Noack
- 1956–1964: Frode Beyer
- 1964–1980: Thyge Vilhelm Kragh
- 1980–1999: Olav Christian Lindegaard
- 1999–2013: Niels Henrik Arendt
- 2013–: Marianne Christiansen